# Yves Michel (architecte)
 Yves Michel, né le 13 juin 1910 à Morlaix et mort d'un accident de pêche le 17 avril 1970 au Cap Coz en Fouesnant, est un architecte d'art sacré. Vivant au manoir de Loc'Hilaire en Fouesnant, il est notamment actif après la Seconde Guerre mondiale et principalement dans le Finistère.

## Œuvres
- Pendant l'entre-deux-guerres, il avait réalisé notamment un triptyque "Lapous Mor" illustrant la pensée bretonne pour l'exposition universelle de Paris de 1937.

- Après la Seconde Guerre mondiale :
  - Église Saint-Louis de Brest[2].
  - Église Sainte-Anne du Passage-Lanriec à Concarneau.
  - Église Notre-Dame-des-Flots à Léchiagat .
  - Église paroissiale de Guipavas.
  - Église du Sacré-Cœur de Reims.
  - Nouvelle Abbaye de Landévennec[3].
  - Il a aussi participé à des travaux de réaménagement de l'église paroissiale de Gouesnac'h, du chœur de l'église paroissiale de Fouesnant, etc.[4].